# Иранска револуција
Иранска револуција (такође позната као Исламска револуција, перс. انقلاب اسلامی) била је револуција која је трансформисала Иран из краљевине под вођством шаха Мохамеда Резе Пахлавија, у исламску републику под ајатолахом Рухолахом Хомеинијем, вођом револуције и оснивачем исламске републике.
Мада неки сматрају да револуција још траје, може се рећи да је отпочела јануара 1978. са првим великим протестима, а завршила се усвајањем новог теократског устава - чиме је Хомеини постао врховни вођа земље - децембра 1979. У међувремену, Мохамед Реза Пахлави је побегао из земље јануара 1979. након што су штрајкови и протести паралисали земљу, и 1. фебруара 1979, ајатолах Хомеини се вратио у Техеран да поздрави неколико милиона Иранаца. Коначни крај династије Пахлави се догодио убрзо затим (11. фебруара) када је иранска војска прогласила „неутралност” након што су герилске и побуњеничке снаге надјачале снаге верне шаху. Иран је званично постао исламска република 1. априла, 1979. када су Иранци у великој већини подржали ту одлуку на референдуму.
Револуција је била јединствена по изненађењу које је произвела у свету: недостајала је већина уобичајених узрока револуције - пораз у рату, економска криза, побуна сељака, незадовољна војска; дошло је до великих промена великом брзином; збачен је режим за који се сматрало да га чврсто чува издашно финансирана војска и безбедносне службе; и стара монархија је замењена исламском теократијом. Исход, исламска република „под вођством осамдесетогодишњег религиозног учењака у изгнанству”, је био, како је то један научник рекао „исход који тек треба објаснити”.
Не тако јединствена, али снажнија је расправа око резултата револуције. Називана је „трећом великом револуцијом у историји”, након Француске и Бољшевичке револуције. За неке она представља еру хероизма и жртвовања, која је донела ништа мање него заметак светске исламске државе, „савршени модел блиставог, хуманог и божанског живота... за све људе на свету”. Са друге стране, неки Иранци виде револуцију као време када „смо сви на пар година изгубили разум” и нанета је штета економији и светском угледу Ирана, од кога земља тек треба да се опорави.

## Узроци револуције
Разлози због којих је дошло до револуције, и због којих је она узела облик који је узела укључуу шахове акције, и грешке и успехе различитих политичких струја:

### Шахове грешке
- Његова снажна политика вестернизације и блиска идентификација са Сједињеним Америчким Државама, упркос томе што је то довело до сукоба са шиитским муслиманским идентитетом.[19]
- Екстраваганција, корупција и елитизам (делом стварни, делом привидни) шахове политике;[20][21]
- Шахов неуспех да култивише поборнике у шиитском религијском вођству да се успротиве Хомеинијевој кампањи против њега;[22][23]
- Фокус владе на праћење и сузбијање Народних муџахедина Ирана, комунистичке Тудех партије Ирана, и других левичарских група, док је популарнија религиозна опозиција расла, организовала се, и постепено подривала ауторитет режима;[24][25][26]
- Аутократске тенденције које су кршиле Устав Ирана из 1906,[27][28] укључујући сузбијање разлика у мишљењу од стране безбедносних служби као што је САВАК,[29] и накнадним умиривањем које је одавало утисак слабости када је револуција добијала на снази;[30][31]
- Неуспех да претерано амбициозни економски програм из 1974. оправда очекивања;
- Антагонизовање раније аполитичних Иранаца, посебно трговаца и продаваца, стварањем јединствене партије (Растакиз партија) са обавезним чланством, и агресивним мешањем у политичка економска и религиозна питања у животима грађана;[32]
- Самоуверено занемаривање унутрашњих питања, и концентрисање на изигравање светског државника током нафтног бума,[33] праћено губитком самопоуздања и одлучности и[30] and a слабљењем здравља од канцера[34] кад је револуција добила на снази;
- Потцењивање снаге опозиције - посебно религиозне опозиције - и неспособност да се искористи било политика штапа било политика шаргарепе. Напори да се задовољи опозиција су били премали, и дошли прекасно[35] али није спроведен ни концентрисан противудар против револуционара.[30]
- Неуспех да се припреме и обуче безбедносне снаге да се изборе са протестантима и руљом без претераног прибегавања насиљу[36] (коришћена је бојева муниција уместо средстава за сузбијање демонстрација),[37];
- Персонализована природа шахове власти, где је спречавање сваког потенцијалног такмаца за престо онемогућавала ефикасну владу и довела до разлаза између круне и војске и политичке елите,[38] и коначно до недостатка подршке режиму од стране природних савезника када је та подршка била најпотребнија (хиљаде Иранаца из средње и више класе су са својим новцем напустили Иран кад је револуција почела).[39]

### Неуспеси и успеси других политичких снага
- Превелика самоувереност секуларистичких и модернистичких муслимана, либерала и левичара у своју снагу и способност да контролишу револуцију;[40]
- Препреденост ајатолаха Хомеинија у добијању подршке ових либерала и левичара када су му били потребни да збаци шаха, избегавајући питања (као што је владавина клерика) за која је знао да ће довести до раскола са секуларнијим и модернијим муслиманским савезницима;[41]
- Мудрост и енергија Хомеинијевих организатора у Ирану, који су надмудрили шахове безбедносне службе и стекли велику подршку тако што су тактички паметно одиграли - између осталог, убедивши Иранце да су шахове безбедносне снаге бруталније него што су биле;
- Хомеинијева самоувереност, харизма, и можда најважније да се представи као нови шиитски вољени имам, Хусеин ибн Али, а да шаха представи као модерну верзију Хусеиновог непријатеља, омрзнутог тиранина Јазида I;[42] па су га милиони видели као спасиоца,[43] а стотине биле спремне да погину у борби са режимом.
- Политика америчке владе, која је помогла да се створи слика шаха као америчке марионете, притисци на шаха да либерализује земљу су помогли у подстицању револуције, а је коначно можда подигла радикализам револуције зато што није успела да увиди њену праву природу (поготово Хомеинијеве циљеве), и да јасно реагује на њу.[44][45][46]

## Идеологија Иранске револуције
Идеологија Иранске револуције се може окарактерисати као популистичка, националистичка и надасве шиитско исламистичка.
Иранска револуција се изражава у језику ислама, то је, као религиозни покрет са религиозним вођством, религиозно формулисана критика старог поретка, и религиозно изражени планови за нови. Муслимански револуционари гледају на рођење ислама као на свој модел, и виде себе умешане у борбу против паганизма, тлачења и царства.— Бернард Луис, 
Ако се остави по страни традиционално клерикално спокојство, остаје обиље различитих идеолошких интерпретација ислама унутар великог савеза који је довео до револуције 1979. Прве три исламске струје су биле Хомеинијева, Али Шаријатијева исламско-левичарска идеологија и Мехди Базарганов либерално-демократски ислам. Четврту струју су представљале социјалистичке герилске групе у својим исламистичким и секуларним варијантама, а пету је представљао секуларни конституционализам у социјалистичком и националистичком облику.
Револуционари су се окупили против корупције, екстраваганције и аутократске природе Пахлавијеве владавине; политике које су погодовале богатима а штетиле сиромашнима; економска и културна доминација над Ираном, и његова експлоатација од стране немуслимана - посебно Американаца. Демонстранти су узвикивали пароле као што је Независност, слобода и исламска република
Идеологији је допринео и Џала Ал-е Ахмад, који је формулисао идеју Гарбзадеџи -- да западна култура мора бити одбачена и да се против ње мора борити као против куге или опијата који је отуђио муслимане од њихових корена и идентитета. Али Шаријати је утицао на многе младе Иранце својом интерпретацијом ислама као правог начина за буђење потлачених и ослобођење трећег света од колонијализма и неоколонијализма.
Међутим, аутор који је у највећој мери формулисао идеологију револуције је сам њен вођа - Ајатолах Хомеини. Он је проповедао да је устанак, а посебно мучеништво против неправде и тираније део шиитског ислама., да клерици треба да мобилишу и поведу своје вернике у акцију, а не да их само саветују. Увео је куранске изразе -- мустазафин ('слаб') и мустакбирин ('поносан и моћан') -- уместо марксистичких израза потлачен и тлачитељ Одбацио је утицај суперсила (Совјетског Савеза и Сједињених Држава) на Иран слоганом ни источњак, ни западњак - исламски републиканац (персијски: نہ شرقی نہ غربی جمہوری اسلامی)
Али још битније је да је он развио идеологију питања ко би требло да руководи исламском републиком, и у ком облику владавине. Хомеини је чврсто веровао да ислам захтева да се принцип велајат-е факих примени на владу, то јест да су муслиманима, и сваком другом, потребни чувари, у облику владавине или надзора од стране водећих исламских судија - попут Хомеинија.
Ово је наводно било потребно зато што ислам захтева покорност само традиционалном исламском шеријатском закону. Поштовање овог закона наводно не би било само верски исправно, већ би спречило сиромаштво, неправду и пљачкање муслиманске земље од стране страних неверника. Али да би до ових благодети дошло, шеријатски закон се наводно мора заштитити од иновација и девијација, а због овога је неопходно да исламски правници имају контролу над владом.
Успостављање и покоравање оваквој исламској влади је било толико важно да је то био у ствари израз покорности богу и чак неопходније од молитве и поста за ислам, јер без тога прави ислам не би преживео. Ово је био универзални принцип, који се није односио само на Иран. Целом свету је била потребна, и заслуживао је праведну владавину, то јест исламску владавину, и Хомеини је сматрао извоз исламске револуције за императив. Међутим, када је у питању извоз револуције, он је рекао: то не значи мешање у питања других земаља, већ одговарање на њихова питања о познавању бога
Ова револуционарна визија теократске владавине је била у оштрој супротности са тихим шиитизмом који је позивао на повлачење из политичког живота, или барем власти, до повратка Махдија. Није потребно ни истаћи да је оваква визија била у супротности и са плановима и надањима иранских демократских секулариста и левичара. У исто време, Хомеини је знао да је широка револуционарна база неопходна и охрабривао је ове снаге да се уједине са његовим присталицама како би збацили шаха.
Због тога је идеологија револуције била позната по својој непрецизности или нејасном карактеру пре своје победе, са посебним нагласком на чекање са објављивањем политике велајат-е факих/теократије док не дође право време за то. Хомеини је веровао да је супротстављање велајат-е факих/теократској владавини од стране других револуционара било узроковано пропагандном кампањом страних империјалиста, жељних да спрече намеру ислама да оконча њихову пљачку. Ова пропаганда је била толико тајновита да је продрла чак у исламске семинаре, и захтевала да се уоче принципи текије (то јест прикривања или извртања истине зарад одбране ислама), када се говори (или не говори) о исламској влади.
Ова разлика између општих и специфичних елемената идеологије револуције је неизбежно довела до сламања јединства револуције када је Хомеини напустио текију и одлучно почео да ради на успостављању владе предвођене исламским клерицима, чему су се противници теократије супротстављали. На крају, овај губитак јединства није био кобан за револуцију. Опозиција је поражена а револуционарна идеологија је победила.

## Позадина револуције

### Династија Пахлави и њена секуларна, антиклерикална политика
Након Иранске уставне револуције 1906. године, први Устав Ирана је ступио на снагу, одобрен од стране Маџлиса (ирански парламент). У Уставу је обезбеђено посебно место за шиите дванаестнике (већинску верску групу у Ирану). Устав прописује да је ислам службена религија Ирана, и прецизира да шиитски свештеници одређују да ли су закони донесени у Маџлису у складу са принципима Ислама, и да свештенички комитет мора да одобри све законе, док се од шаха захтева да промовише дванаеснички шиитски Ислам, и да буде веран његовим принципима.
Међутим, након доласка на власт династије Пахлави, Реза Пахлави, је попут свог савременика, Ататурка, покушао да секуларизује своју земљу, и да је окрене ка западу. Маргинализовао је шиитско свештенство, укидао исламске законе, и покушао да укине ношење велова за жене. Ова секуларизација Ирана је подразумевала игнорисање религиозног устава. До средине тридесетих година 20. века, шахов начин владавине је довео до великог незадовољства међу шиитским свештенством широм Ирана, што је довело до разлаза религиозних институција и владе. Забранио је традиционалне иранске мушке и женске одоре, и покушао да уведе западњачки стил облачења Женама које су се супротстављале скидању велова су они на силу скидани и цепани. Шах се оштро, употребом силе, обрачунавао са опозицијом. И либералне и религиозне новине су затваране, а многи су хапшени. До краја тридесетих година, владавина Резе Шаха је постајала све деспотскија, и народ Ирана га је све мање волео

### Четрдесете: Шах долази на власт
Шах Мохамед Реза Пахлави је дошао на власт 1941, након што је његов отац, Реза Шах Пахлави, свргнут инвазијом савезничких британских и совјетских трупа 1941. Реза Шах, војник по природи, је био познат по одлучности да модернизује Иран, и по непријатељству према свештеничкој класи (улеме). Шах Мохамед Реза Пахлави је био на власти до револуције, 1979, уз кратак прекид 1953; када је дошло до покушаја револуције. Те године је на кратко побегао из земље након борбе за власт до које је дошло између њега и његовог премијера, Мохамеда Мосадика, који је национализовао нафтна поља и покушао да преузме контролу над оружаним снагама. Преко државног удара потпомогнутог од стране ЦИА и МИ6 (тајна операција са кодним именом Операција Ајакс). Мосадик је свргнут и ухапшен, а шах се вратио на престо.
Попут свог оца, и Мохамед Реза Пахлави је тежио ка модернизацији и окретању западу. Задржао је добре односе са Сједињеним Државама и другим западним земљама, а америчка администрација га је посматрала као чврстог противника комунизма. Његову опозицију су чинили левичари, националисти и религиозне групе, које су га оптуживале за кршење иранског Устава, политичку корупцију, и дивљачку политичку тиранију од стране тајне полиције САВАК. Од кључне важности у опозицији су биле религиозне вође, које су се истакле као значајан политички глас током дуванских протеста против концесија страном капиталу у 19. веку. Свештенство је имало значајан утицај на већину Иранаца, који су махом били религиозно, и традиционалистички настројени, а супротстављали су се западу.

### Шездесете: Успон ајатолаха Хомеинија
Хомеини, будући вођа Иранске револуције је проглашен за марџу 1963, након смрти великог ајатолаха Сајида Хусајна Боруџердија. Постао је и политички познат те године, као предводник опозиције Шаху и његовом програму реформи под називом Бела револуција. Хомеини је напао Шахов програм модернизације и либерализације земље, објавивши да је Шах започео уништавање Ислама у Ирану.
Након Хомеинијевог јавног одбацивања Шаха као бедног, несрећног човека и хапшења 5. јуна 1963, велики тродневни немири су избили широм Ирана, а полиција је користила смртоносну силу да их угуши. По извештајима Пахлавијеве владе, у нередима је убијено 86 људи; Хомеинијеве присталице су тврдиле да је убијено најмање 15.000 људи; док неки кажу да пост-револуционарни извештаји из полицијских датотека наводе више од 380 убијених. Хомеини је био у кућном притвору 8 месеци, а затим је пуштен. Наставио је да агитује против Шаха, нападајући га за блиску сарадњу са Израелом, и посебно за капитулацију оличену у проширивању дипломатског имунитета на америчко војно особље. Новембра 1964, Хомеини је поново ухапшен и протеран у егзил. У егзилу је био 14 година, до револуције.
Уследио је миран период, испуњен незадовољством. Поновно исламско буђење је почело да поткопава идеју окретања западу као прогреса, која је била основа Шаховог секуларног режима. Џала Ал-е Ахмадова идеја гарбзадеџи (куге западне културе), али Шаријатијево левичарско тумачење Ислама, и Мортеза Морахаријево популаризовано препричавање шиитских веровања су се проширили и стекли слушаоце и поборнике. Најважније, Хомеини је развио и пропагирао своју теорију да Ислам захтева исламску власт. У серији предавања почетком 1970, касније објављених у књизи (Исламска влада, чуварство судија), Хомеини је тврдио да Ислам захтева поштовање искључиво шеријатског закона, а оно са своје стране захтева не само да водеће исламске вође предводе муслимане, већ и да буду на челу владе.
Иако Хомеини није говорио о овом концепту у интервјуима и разговорима са аутсајдерима, његова књига је била широко распрострањена у религиозним круговима, посебно међу Хомеинијевим ученицима, бившим ученицима (клерицима) и малим предузетницима. Ова група је такође почела да развија оно шта ће постати моћна и ефикасна опозициона мрежа унутар Ирана, која је користила проповеди у џамијама, прокријумчарене снимке Хомеинијевих говора, и друга средства. Овој религиозној опозицији су се придружили модернистичкији настројени студенти и герилске групе, које су се дивиле Хомеинијевом вођству, мада ће након револуције доћи до сукоба са њима, у коме ће бити поражени.

### Седамдесете: Предреволуционарно стање и догађаји у Ирану
Неколико догађаја током седамдесетих је допринело револуцији 1979:
Октобра 1971, у Персепољу је одржана прослава 2.500 година оснивања Персијског царства. Само страни великодостојници су позвани на тродневно славље, на коме је служено преко тоне кавијара, а припреме је вршило око две стотине кувара који су долетели из Париза. Званично су трошкови били 40 милиона америчких долара, али се процењује да је тачнија цифра од 100 до 120 милиона долара. Истовремено, области Балучистан и Систан, па чак и Фарс, где су прославе одржаване су патиле од суше. Док су се странци опијали пићем које Ислам забрањује, Иранци не само да су били искључени из прослава, неки су умирали од глади.
До краја 1974. нафтни бум је почео да производи не велику цивилизацију коју је Шах обећавао, већ алармантан раст инфлације и растући јаз између богатих и сиромашних, села и града. Националистички настројени Иранци су били бесни због десетина хиљада стручних кадрова из иностранства који су дошли да раде на већ непопуларној и скупој америчкој високотехнолошкој војној опреми на коју је Шах трошио стотине милиона долара.
Наредне године је основана партија Растакиз. Ово је била не само једина партија у коју су Иранци могли да се учлане, већ је целокупна одрасла популација морала да буде у чланству, и да плаћа чланарине. Покушаји ове партије да подигне популарност антипрофитерским кампањама кажњавања и хапшења трговаца, не само да су се показали економски штетним, већ и политички контрапродуктивним. Инфлацију је заменило црно тржиште и опадајућа пословна активност. Трговци су били гневни и отуђени.
1976, Шахова влада је разбеснела иранске вернике променом прве године иранског соларног календара од године хиџре у годину успећа на трон Кира Великог. Иран је преко ноћи прескочио из муслиманске године 1355. у ројалистичку годину 2535. Исте године, Шах је објавио спровођење политике економске штедње како би се сузбиле инфлација и загађење. Незапосленост која је уследила је диспропорционално погодила хиљаде скорашњих сиромашних и нешколованих досељеника у градове. Културно и верски конзервативни, и већ наклоњени да Шахов секуларизам и окретање западу виде као страно и рђаво, многи од њих су постали срж револуционарних демонстраната и мученика.
1977. је инаугурисан нови амерички председник, Џими Картер. Он је основао специјалну Канцеларију за људска права, која је Шаху послала љубазни подсетник важности политичких права и слобода. Шах је на ово реаговао амнестијом 357 политичких затвореника у фебруару, дозвољавањем Црвеном крсту да посећује затворе, и отпочињањем 'Шаховог тренда либерализације'. Токоом касног пролећа, лета и јесени, либерална опозиција је формирала организације и издавала отворена писма против режима. Касније те године, незадовољна група (Савез писаца) се окупила без уобичајеног полицијског разбијања и хапшења, што је отпочело нову еру политичке активности Шахових противника.
Ово је такође година када је умро веома популарни и утицајни модернистички исламистички вођа, Али Шаријати, наводно убијен од стране САВАК-а. Тиме је нестао потенцијални револуционарни ривал Хомеинија. У октобру је умро Хомеинијев син, Мостафа. Мада је изгледало да је узрок смрти срчани удар, групе које су се бориле против Шаха су окривиле САВАК за тровање, а Хомеинијевог сина прогласиле за мученика. Меморијална служба Мостафи, која је организована у Техерану је вратила Хомеинија на позорницу и отпочела процес у коме је он постао водећи противник Шаха.

### Опозиционе групе и организације
Опозиционе групе под Шахом се могу поделити у три главне категорије: конституционалисте, марксисте, и исламисте.
Конституционалисти, укључујући Национални фронт Ирана, су желели да оживе уставну монархију као и слободне изборе. Без избора и осталих средстава мирног политичког деловања, они су изгубили на значају и имали мало следбеника.
Марксистичке групе су биле илегалне и САВАК их је оштро сузбијао. Међу њима су били Тудех партија Ирана; Организација Иранских народних Федај герила (ОИПФГ), Иранске Народне Федај гериле (ИПФГ), две оружане организације; и неке мање групе. Њихов циљ је био да поразе Пахлавијев режим атентатима и герилским ратовањем. Иако су играли важну улогу у револуцији, никада нису стекли велики број следбеника.
Исламисти су били подељени у неколико група Покрет за слободну Ирана су основали религиозни чланови Националног фронта Ирана. То је такође била конституционалистичка група која је желела да користи законите политичке методе борбе против Шаха. У овом покрету су били Базарган и Талегани. Народни муџахедини Ирана су били квази-марксистичка оружана организација која се супротстављала утицају клерикалаца и касније борила против исламистичке владе. Појединачни писци и говорници као што су Али Шаријати и Мортеза Морахари су били значајни а деловали су изван ових партија и група.
Међу блиским следбеницима Ајатолаха Хомеинија, било је мањих оружаних исламистичких група које су се након револуције стопиле у Муџахедине Исламске револуционарне организације. Коалицију исламских друштава су основали традиционални трговци Борбену клерикалну асоцијацију су чинили Мотахари, Бехешти, Бахонар, Рафсанџани и Мофатех који су касније постали главне вође исламске републике. Они су користили културални приступ у борби против Шаха.
Због унутрашње репресије, спољне опозиционе групе, као што су Конфедерација иранских студената, спољна грана Покрета за слободу Ирана и Исламска асоцијација студената, су биле важне за револуцију.